# KAXT-CD
KAXT-CD là một đài truyền hình kỹ thuật số phát sóng công suất nhỏ tại vùng Santa Clara–San Francisco–Oakland–San Jose, California, Hoa Kỳ. Nó được thành lập ngày 31 tháng 5 năm 1989 và hiện được sở hữu bởi OTA Broadcasting LLC.
KAXT phát nhiều kênh số con (digital subchannel), bao gồm một bảng kênh truyền hình, các kênh mua vật, và vài kênh dành cho dân thiểu số. Trong số kênh này có năm kênh phát chương trình địa phương bằng tiếng Việt về tin tức, giải trí, và tôn giáo, dành cho người Mỹ gốc Việt tại phố Little Saigon đông nhất của Hoa Kỳ (tại San Jose). KAXT là đài truyền hình duy nhất tại Bắc Mỹ sử dụng số đài ảo 1.
| Kênh con | Video | Tỷ lệ | Tên ngắn PSIP | Nội dung                                     |
| -------- | ----- | ----- | ------------- | -------------------------------------------- |
| 1.1      | 480i  | 4:3   | WhatsOn       | Bảng kênh truyền hình                        |
| 1.2      | 480i  | 4:3   | RetroTV       | Retro Television Network                     |
| 1.3      | 480i  | 4:3   | QVC           | QVC                                          |
| 1.4      | 480i  | 4:3   | VietBay       | VietBay (tiếng Việt)                         |
| 1.5      | 480i  | 4:3   | QHTV          | Quê Hương (tiếng Việt)                       |
| 1.6      | 480i  | 4:3   | NetViet       | Nét Việt (tiếng Việt)                        |
| 1.7      | 480i  | 4:3   | VIETOP        | VieTop (tiếng Việt)                          |
| 1.8      | 480i  | 4:3   | CTV-USA       | Creation TV (Tin Lành tiếng Quảng Đông)      |
| 1.9      | 480i  | 4:3   | U_Ch          | UChannel (tiếng Trung Quốc / Đài Loan)       |
| 1.10     | 480i  | 4:3   | TFTV          | Tiempos Finales (Tin Lành tiếng Tây Ban Nha) |
| 1.11     | 480i  | 4:3   | JEWELRY       | Jewelry Television                           |
| 1.12     | 480i  | 4:3   | NET V         | NetV (tiếng Việt/Anh)                        |
| 1.13     | —     | —     | KAXT-R1       | Coming soon                                  |